# Römerlager Anreppen

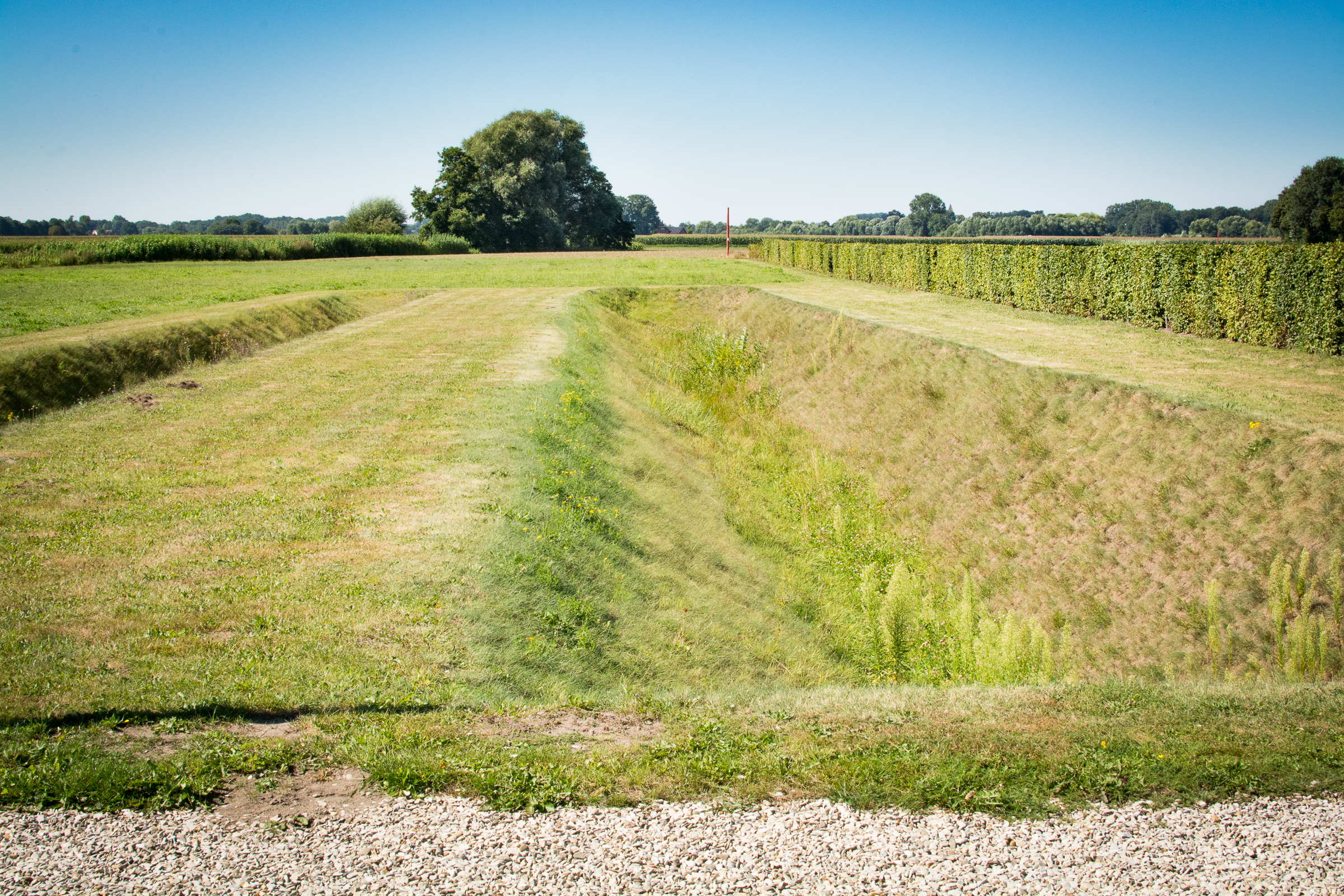
Rekonstruktion eines Abschnitts des Doppelgrabens sowie des Lagermauerverlaufes (angedeutet durch Hecke) des Römerlagers Anreppen (2016)

Das Römerlager Anreppen befindet sich im Ortsteil Anreppen der Stadt Delbrück, Kreis Paderborn. Das direkt an der Lippe (lupia später lippa) liegende römische Militärlager geht auf die Augusteischen Germanenkriege zurück. Es wurde im Jahr 4 n. Chr. im Rahmen des immensum bellum als eines der ersten auch im Winter besetzten Lager der Römer im inneren Germaniens gebaut und diente wahrscheinlich als Winterlager des designierten römischen Thronfolgers Tiberius. Es wurde nur wenige Jahre genutzt, wahrscheinlich bis 5 oder 6 n. Chr., und war ein wichtiger Teil des letztlich gescheiterten Versuches des Römischen Reiches, Germania magna zu einer römischen Provinz zu machen. Das Winterlager Anreppen wurde im Jahr 1968 entdeckt.

## Lage

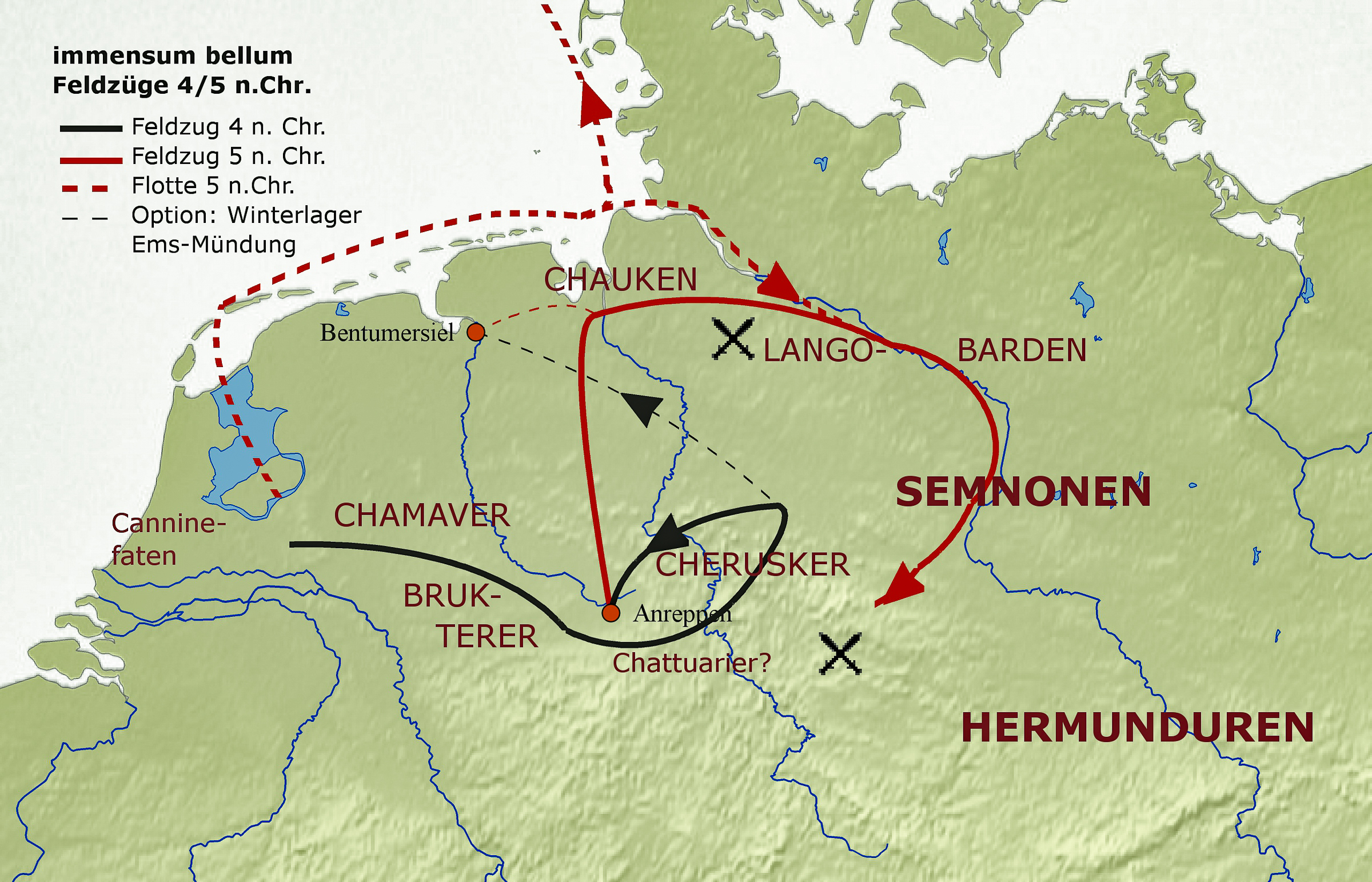
Feldzüge des Tiberius in den Jahren 4 und 5 n. Chr. im Zuge des Immensum bellum.

Das Römerlager Anreppen liegt heute direkt am Südufer der Lippe außerhalb des Kernbereichs des Dorfes Anreppen an der Straße nach Bentfeld. Es liegt zwischen der Lippe und dem kleinen Stemmeckebach, der hier in die Lippe mündet. Wie genau sich das lokale Gelände zu Zeiten der Römer darstellte, ist nicht ganz sicher, da die Lippe im Laufe der Zeit ihr Flussbett änderte. Es kann aber davon ausgegangen werden, dass die Römer das Lager direkt am Lippeufer erbauten, um direkten Zugang zum Fluss zu haben, den sie während ihrer Expansionsbestrebungen in Germanien als wichtigen Verkehrsweg für die römische Armee nutzten. Bei Hochwasser der Lippe ragt das etwas höher gelegene Lagerareal aus dem Wasser heraus. Weiter flussabwärts (d. h. aus Richtung Westen, aus der die Römer kamen) finden sich weitere wichtige Römerlager wie das von Oberaden und vor allem der lokale Stützpunkt in Haltern. In der anderen, östlichen Richtung wurden bisher keine weiteren Lager am Flusslauf der Lippe gefunden, jedoch zwei weitere nördlich gelegene in Sennestadt und Porta Westfalica.
In unmittelbarer Nähe des Lagers wurden Überreste von germanischen Siedlungen gefunden. Eine südlich gelegene verweist auf die vorrömische Eisenzeit; ob sie zur Zeit des Römerlagers noch bewohnt war, ist ungeklärt. Eine weitere, westlich gelegene Siedlung enthielt dagegen auch einige Terra Sigillata, die auf einen Austausch mit den Römern hindeuten. In zwei Straßenresten, die das Lager umgaben, wurden außerdem römische Schuhnägel gefunden. 3,5 Kilometer südlich des Römerlagers wurde 1975 der Wohnplatz von Thüle entdeckt, der im späteren 1. Jahrhundert n. Chr. von Germanen besiedelt war.
Das Römerlager ist seit dem 14. März 1990 als Nr. 10 in der Liste der Bodendenkmäler der Stadt Delbrück eingetragen.

## Geschichte
Der Gründungszeitpunkt des Römerlagers Anreppen lässt sich relativ gut bestimmen. Der römische Historiker Velleius Paterculus, der selbst als Offizier an den römischen Feldzügen in Germanien teilnahm, berichtet über einen Feldzug des Tiberius im Jahr 4 n. Chr. im Zuge des immensum bellum vom Bau eines Winterlagers an den Quellen der Lippe. Velleius berichtet zwar, dass es sich dabei um das erste Winterlager einer römischen Legion im Herzen Germaniens handelte, allerdings hatte bereits Drusus während der Drusus-Feldzüge im Jahr 11 v. Chr. das Römerlager Oberaden als Winterquartier angelegt. Tiberius selbst hielt sich bis zum Winter 4 n. Chr. und wieder ab dem Frühjahr 5 n. Chr. dort auf. Dazu passt ein in das Jahr 5 n. Chr. zu datierendes Bauholz von einer Mannschaftslatrine. (Aus der laut Velleius bereits 4 n. Chr. errichteten Holz-Erde-Mauer des Lagers stand kein Holz für eine dendrochronologische Untersuchung zur Verfügung.) Für eine Identifizierung des Anreppener Lagers mit dem von Velleius erwähnten spricht vor allem das außergewöhnlich luxuriöse praetorium (Kommandeursgebäude) des Lagers, das für einen sehr hochstehenden römischen Feldherr gebaut worden sein muss. Kurz vor seinem Aufbruch nach Germanien war Tiberius von Augustus adoptiert worden; er hatte außerdem die Amtsgewalten des imperium proconsulare maius und der tribunicia potestas erhalten. Somit war er der designierte Thronfolger des Römischen Reiches.

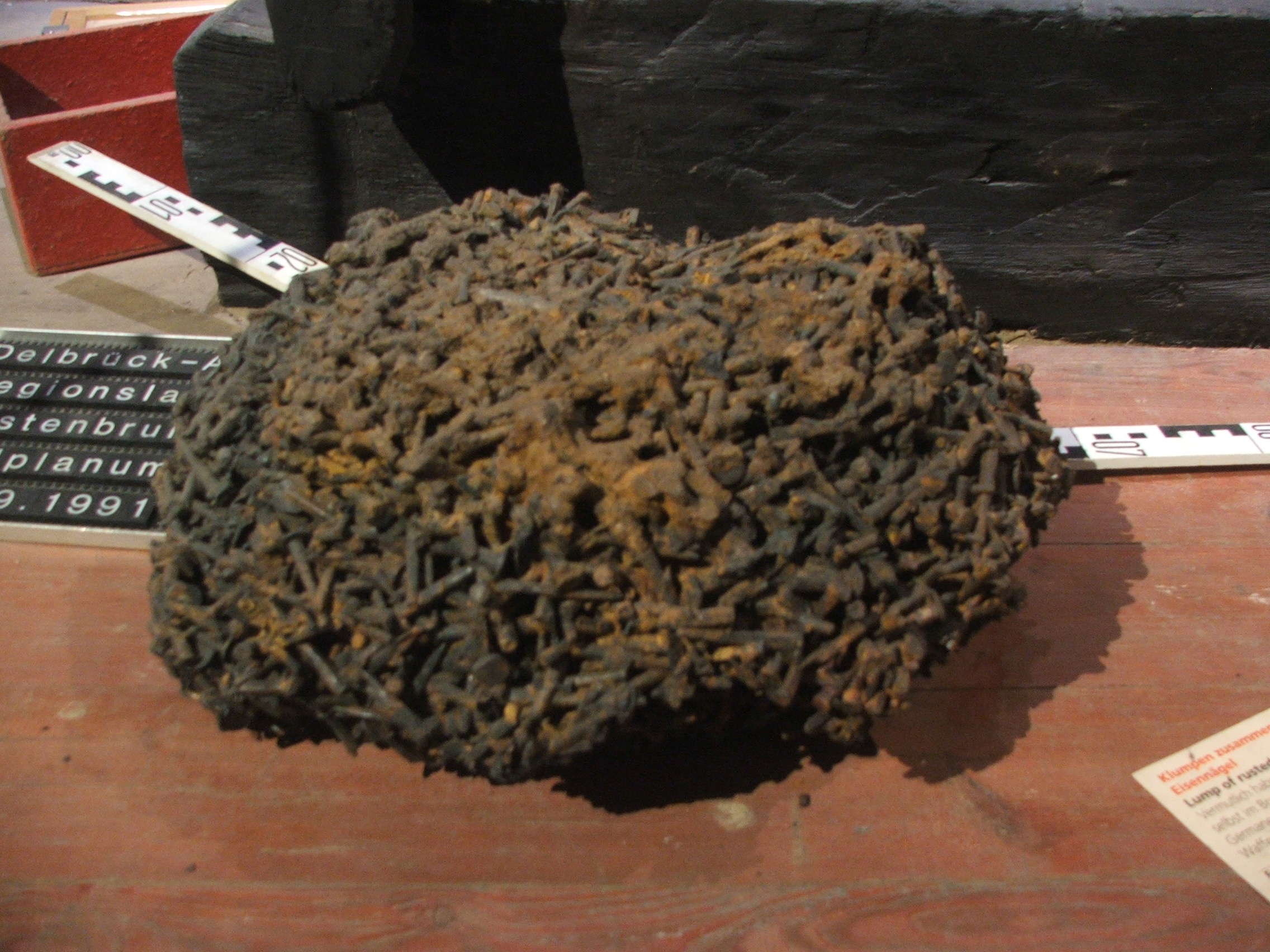
Holzbalken und ein Klumpen mit Nägeln aus einem Brunnen im Lager, jetzt im Westfälischen Museum für Archäologie, Herne (2007)

Weniger präzise ist das Enddatum der Nutzung Anreppens festzulegen. Das Fundmaterial gehört in das erste Jahrzehnt n. Chr. Unter den etwa 400 gefundenen Münzen findet sich allerdings keine einzige, die einen Gegenstempel aus der Statthalterschaft des Publius Quinctilius Varus (7–9 n. Chr.) trägt. Deshalb ist eine Nutzung des Lagers nach 7 n. Chr. unwahrscheinlich und sein Ende lässt sich auch nur schwerlich mit den Folgen der clades Variana (der Niederlage des Varus in der Varusschlacht 9 n. Chr.) verbinden.
Trotz dieser offenkundig sehr kurzen Nutzungszeit (wohl etwa zwei Jahre, 4–5 oder 6 n. Chr.) kam es im Lager verschiedentlich zu Umbauten sowie zu Reparaturmaßnahmen. Das Lager war ein wichtiger Stützpunkt für die Feldzüge des Tiberius und des Statthalters Gaius Sentius Saturninus im Jahr 5 n. Chr., während denen die Römer tief ins Innere Germaniens bis zur Elbe vordrangen. In Anreppen wurden außergewöhnlich große Speicherkapazitäten festgestellt. Das Lager befand sich vielleicht an einer Stelle, an der die Lippe aufhörte, schiffbar zu sein, wo also das Material und die Verpflegung für die weiter östlich stattfindenden Feldzüge vom Wasser aufs Land verladen werden mussten. Im Jahr 6 n. Chr. brachen die Römer unter Tiberius dann auf einen großen Feldzug gegen die Markomannen unter Marbod auf. Dieser musste jedoch abgebrochen werden, als Tiberius die Nachricht vom pannonischen Aufstand erhielt. Vielleicht ist das Ende des Lagers in diesem Zusammenhang zu sehen. Brandspuren an einigen Bauten des Lagers sowie in einen Brunnen geworfene Nägelklumpen deuten darauf hin, dass die Römer das Lager am Ende selbst zerstört haben könnten. Nach dieser Theorie warfen die Römer die Nägel in den Brunnen, damit die Germanen das Eisen nicht zum Schmieden von Waffen nutzen konnten.
Wegen der Lage und dem Namen, der sich mit dem nahegelegenen Ortsnamen Elsen verbinden lässt, wurde verschiedentlich erwogen, das Römerlager Anreppen mit dem von Tacitus und anderen römischen Historikern erwähnten Aliso zu identifizieren. Bei Aliso handelte es sich jedoch um einen wichtigen regionalen Knotenpunkt der römischen Unternehmungen, während Anreppen wohl eher ein nur einige Jahre genutzter Außenposten war. Aliso wird deshalb von Archäologen meist mit dem Römerlager Haltern identifiziert. Das Hauptargument gegen eine Identifizierung mit Aliso, das noch nach der Niederlage des Varus von Römern besetzt war, ist aber das Fehlen von Münzen aus der Zeit des Varus.

## Entdeckung und Erforschung
Das Lager wurde 1968 von Anton Doms vom Westfälischen Museum für Archäologie – Amt für Bodendenkmalpflege, Außenstelle Bielefeld entdeckt. 1967 hatte hier der Bauer Ferdinand Begger beim Anlegen einer Runkelmiete Scherben gefunden, darunter auch die einer großen gelben Amphore. Durch lokale Kontakte erfuhren 1968 Doms und Hans Beck, Leiter des Westfälischen Landesmuseums für Vor- und Frühgeschichte in Münster, von dem Fund. Sie waren sich sofort im Klaren, dass es sich um augusteische Scherben handelte, die nur von einem Römerlager kommen konnten. Am 16. September 1968 konnte mit den Grabungen begonnen werden.
Mit den Grabungen, die Doms von 1968 bis 1982 durchführte, konnte der Verlauf der Umwehrung und damit auch die Größe des Lagers bestimmt werden. Anton Doms erforschte das Innere des Lagers dabei zunächst nicht, weil es erst einmal darum ging, die Ausmaße des Lagers zu identifizieren, um einen umfassenden Schutz als Bodendenkmal zu erreichen.
In den Jahren 1988 bis 2004 grub das Westfälische Museum für Archäologie – Amt für Bodendenkmalpflege, 2007 umbenannt in LWL-Archäologie für Westfalen, unter der Leitung von Johann-Sebastian Kühlborn im Inneren des Lagers große Flächen aus. Am Ende war etwa ein Drittel der Innenfläche untersucht.
Im Bereich des Römerlagers Anreppen kaufte die Nordrhein-Westfalen-Stiftung Naturschutz, Heimat- und Kulturpflege 9,25 ha Land an, welche vom Stadtverband für Heimatpflege und Internationale Beziehungen e. V. betreut werden.

## Befund

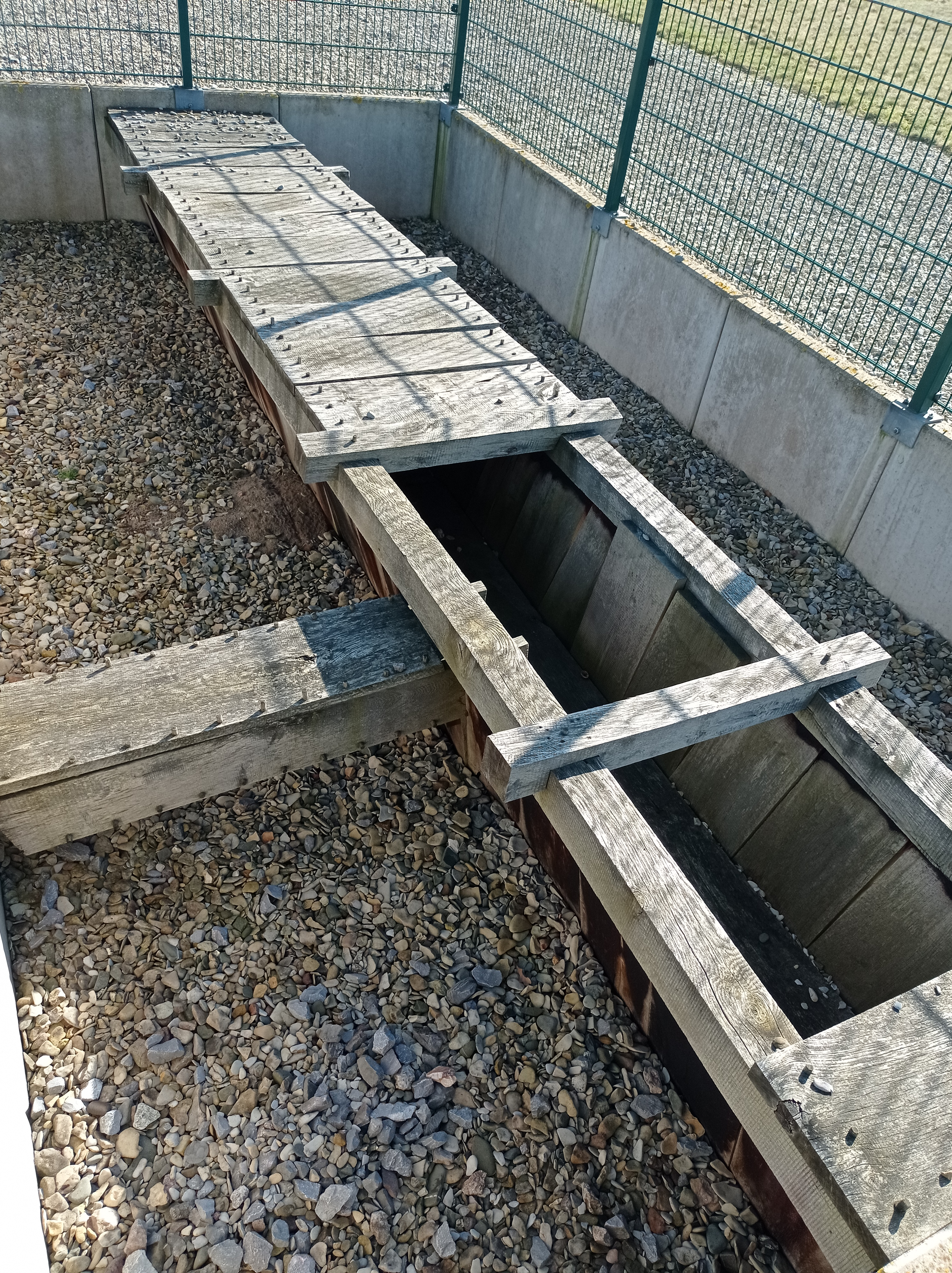
Rekonstruierte Wasserleitung im Römerlager Anreppen

Das Lager hat die Form eines unregelmäßigen, 23 Hektar großen Längsovals und liegt direkt am heutigen Südufer der Lippe. Erbaut ist es als ein Lager mit Holz-Erde-Mauer, ebenso wie die anderen an der Lippe gelegenen Römerlager Holsterhausen, Haltern, Olfen, Beckinghausen und Oberaden. Die Befestigung bestand aus der Holz-Erde-Mauer mit zwei vorgelagerten Spitzgräben.
Nachgewiesen sind inzwischen das 47,5 × 71 m große Kommandeurshaus (praetorium), weitere, teils repräsentative Wohngebäude, ein Thermengebäude mit mehrfach erneuerter Ofenanlage, ein 56 × 68 m großer Vorratsspeicher (horreum) am Südtor und innerhalb eines gesondert abgegrenzten Bereichs weitere, allerdings kleinere Speicher in der Nähe des Osttores. Mannschaftsunterkünfte wurden an der südlichen via sagularis (Wallstraße) und an der via praetoria sowie am Südtor und am Osttor nachgewiesen. Das praetorium hatte außergewöhnliche Ausmaße; es zählt laut Kühlborn „zweifellos zu den großartigsten Monumentalbauten der römischen Lager an der Lippe“. Wie in der zeitgenössischen römischen Luxusarchitektur Italiens war es von Gärten umgeben und enthielt sowohl große repräsentative als auch private Räumlichkeiten, die offenbar für einen Okkupanten von hoher Stellung ausgelegt waren.
Wegen der ungewöhnlich vielen Vorratsspeicher wird Anreppen unter anderem als Versorgungsbasis für die weiter östlich operierenden Truppen gedient haben.
Etwa 500 m östlich des Lagers wurden zwei Teilstücke einer unbefestigten römischen Straße nachgewiesen. Für eine zweiperiodige Nutzung des Platzes spricht ein älterer römischer Spitzgraben im Ostteil des Lagers.